# 田根剛
田根 剛（たね つよし、1979年（昭和54年）9月14日 - ）は、日本の建築家。フランス・パリ在住。、北海道東海大学芸術工学部建築学科卒。フランス政府公認建築家。Atelier Tsuyoshi Tane Architects代表。考古学的な（Archaeological）リサーチと考察を積み重ね、場所の記憶から未来をつくる建築を「Archaeology of the Future」と呼び、その実現を探求し続けている。日本では1級建築士の資格は取ってはいない。

## 人物

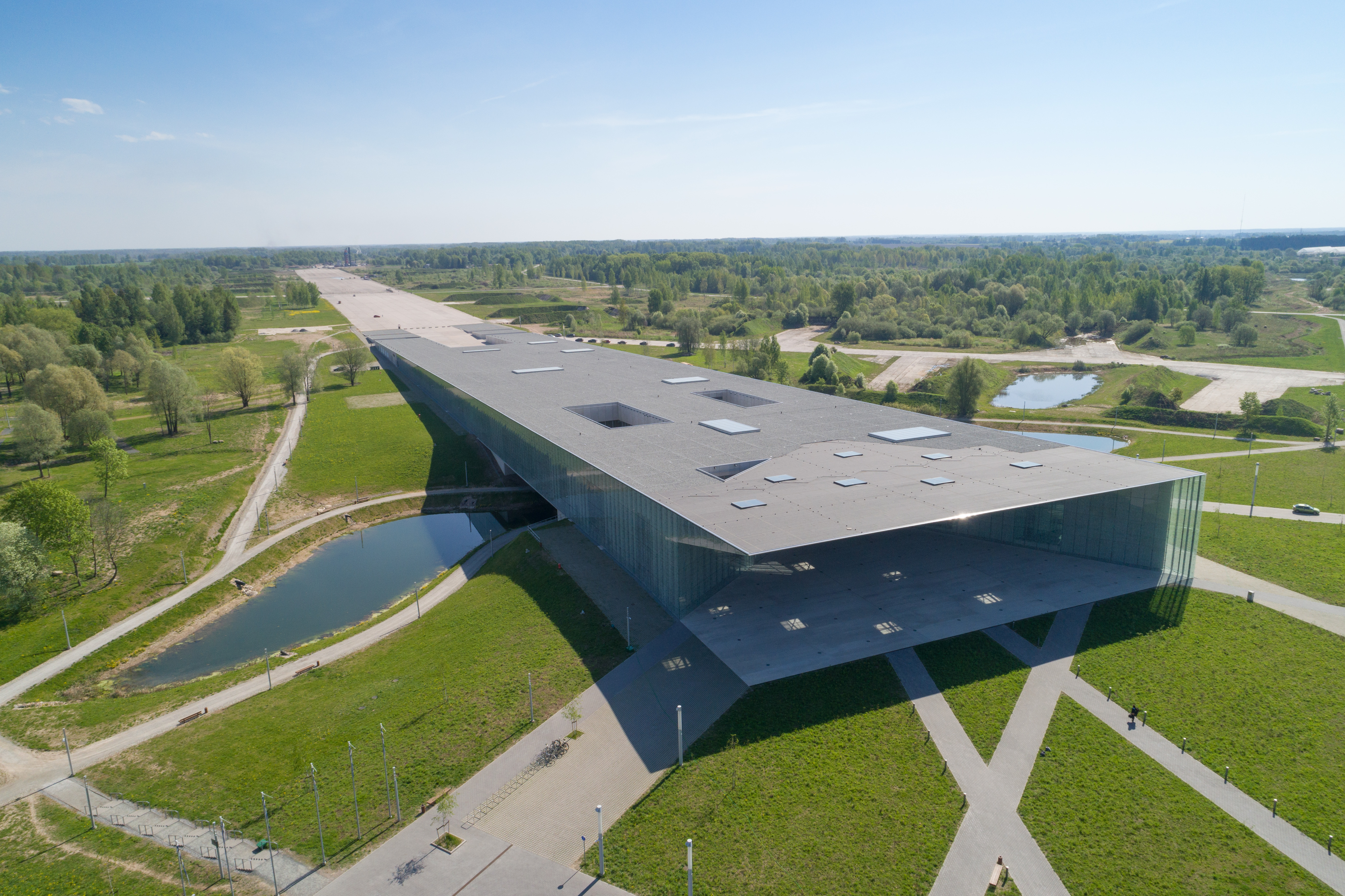
旧ソ連のラーディ飛行場滑走路を屋根への線に利用した エストニア国立博物館（設計：田根剛、ダン・ドレル、リナ・ゴットメ）

1979年、東京都杉並区生まれ。幼き頃にプロサッカー選手になる夢を抱き、高校在学中にジェフユナイテッド市原のユースチームで頭角を現したが、怪我によりプロサッカー選手の夢を断念。チームメイトには、山口智、酒井友之、阿部勇樹、佐藤寿人などがいた。北海道の大自然に憧れ、北海道東海大学芸術工学部建築学科に進学。在学中にスウェーデンのHDKとシャルマス工科大学へ留学。大学卒業後はデンマークへ渡り、デンマーク王立アカデミーにて客員研究員となる。その後、ヘニング・ラーセン（デンマーク）、デビッド・アジャイェ（イギリス）の設計事務所に勤務。
2006年、26歳で参加した国際コンペ「エストニア国立博物館」で、ダン・ドレル（Dan Dorell , イタリア）、リナ・ゴットメ（Lina Ghotmeh, レバノン）らとのコラボチームが最優秀賞を受賞し、パリを拠点に DGT.（Dorell.Ghotmeh.Tane / Architects）を共同設立。
2012年、2020東京オリンピック招致に向けた国立競技場基本構想国際デザイン競技では世界の著名建築家が名を連ねる中「古墳スタジアム」がファイナリストに選ばれるなど国際的な注目を集める。同年、コロンビア大学 GSAPP NY/PARISで非常勤講師に就任。
2014年、日本の時計メーカーシチズンのインスタレーション「LIGHT is TIME」をミラノサローネにて発表し、ミラノ・デザイン・アワードの「ベストエンターテイニング（Best Entertaining）賞」と「ベストサウンド（Best Sound）賞」の2部門をダブル受賞。同年、東京・青山のスパイラルガーデンにて凱旋展が開催され、約7万2千人の来場者を記録。またパリの国立美術館グラン・パレでは過去最大規模の作品が展示された「北斎展」にて会場構成を担当。
2015年、21 21 DESIGN SIGHTにて「建築家 フランク・ゲーリー "I Have an Idea"」展の展覧会ディレクターを務める。フランス・パリでは「とらや パリ店」の35周年を記念した店舗改装を行う。
2016年10月1日、約10年の歳月を掛けた「エストニア国立博物館」がオープン。オープニングセレモニーでは6時間に渡り国営放送でライブ中継が行われ、歴史的な瞬間となった。また、3月27日には毎日放送「情熱大陸」に出演、「建築は記憶」というタイトルがこれからの時代の可能性を示し大きな反響を呼ぶ。「エストニア国立博物館」は、2年に一度フランス建築海外促進協会が主催するフランス国外建築賞（AFEX 2016）でグランプリ受賞、ミース・ファン・デル・ローエ賞にもノミネートされる。「エストニア国立博物館」完成を機にDGT.（Dorell.Ghotmeh.Tane / Architects）を解散。
2017年、新たにパリを拠点とした Atelier Tsuyoshi Tane Architects を設立。同年「エストニア国立博物館」の実績により第67回芸術選奨文部科学大臣新人賞を受賞。小池百合子都知事より東京都未来ヴィジョン懇談会のメンバーとして選出される。
2018年、初の個展「田根 剛｜未来の記憶 Archaeology of the Future」を東京オペラシティ アートギャラリーとTOTOギャラリー・間にて2館同時開催。建築を中心に、都市計画、リノベーション、舞台美術や展覧会構成やインスタレーションなど、田根の国際的な活躍を紹介する建築展が開催された。11月にはフランスにて「ジャポニスム2018」『パリ東京文化タンデム2018』の企画としてパリ市庁舎前に巨大な風呂敷のパビリオン「FUROSHIKI PARIS」が設置され大盛況となった。
2019年、18世紀にルイ15世により建てられたコンコルド広場前に建つ、オテル・ドゥ・ラ・マリーヌ館内に計画された「アル・サーニ・コレクション財団」の美術館のコンペに勝利。日経アーキテクチュアの編集部が選ぶ「10大建築人2019」で1位となり「アーキテクト・オブ・ザ・イヤー2019」を受賞。また日経ビジネス50周年号にて、混沌とした世界の中で、新たな地平を切り開いている日本人として「世界を動かす日本人50人」に選ばれる。
2020年、明治期から残る煉瓦倉庫を改修した、田根にとって国内初の美術館となる「弘前れんが倉庫美術館」が青森県弘前市に竣工。ほぼ日の「建築の主役は誰なのか？」のインタビューでは「建築の主役は場所」と答える。
2021年、フランス歴史的建造物オテル・ドゥ・ラ・マリーヌ館内に「アル・サーニ・コレクション財団」の美術館が完成。カタール国の王族であるシェイク・ハマド・ビン・アブドラ・アール・サーニによる人類の創造と美による古代文明から近現代の様々な芸術品や宝飾品を蒐集する美術館となる。Newsweek日本版にて、免疫学者から歌舞伎役者、ユーチューバーまで世界が認めた日本の天才・異才・鬼才「世界が尊敬する日本人100」に選ばれる。
2022年、東京の帝国ホテルの建て替え（2036年竣工予定）の建築家に選定された。フランス文化庁より芸術文化勲章シュバリエを受賞。授与式ではオテル・ドゥ・ラ・マリーヌで開催され元文化大臣ジャック・ラング氏により勲章を授与される。
2023年、バーゼル近郊にあるドイツの町ヴァイル・アム・ラインにあるヴィトラ・キャンパスに「Tane Garden House」が竣工。広大な敷地にフランク・ゲーリーやザハ・ハディドなど世界的に著名な建築家による建物が集められ、同建築は、篠原一男「から傘の家」、安藤忠雄「カンファレンス パビリオン」、SANAA「ファクトリー ビルディング」に続き、日本人建築家による4番目の建物となる。
建築以外の分野でも、これまで指揮者・小澤征爾のサイトウキネン・フェスティバル・松本の舞台装置や、演出振付家・金森穣（Noism）、デザイナー・皆川明など携わってきた。2016年には、写真家・杉本博司との対談がNHK「SWITCHインタビュー 達人達」で放映。杉本は田根を「文学的な建築」と評する。

## 略歴
- 1979年 東京都杉並区に生まれる
- 1998年 北海道東海大学 芸術工学部 建築学科入学
- 2000年 シャルマス工科大学留学（スウェーデン）
- 2002年 北海道東海大学 芸術工学部 建築学科卒業
- 2002年 デンマーク王立芸術アカデミー客員研究員（デンマーク）
- 2003年 ヘニング・ラーセン事務所（デンマーク）
- 2005年 アジャエ・アソシエイツ（イギリス）
- 2006年-2016年 DGT.（Dorell.Ghotmeh.Tane / Architects）共同設立（フランス）
- 2012年-2018年 コロンビア大学 GSAPP非常勤講師
- 2014年-2017年 ESVMD大学院 客員教授
- 2017年 Atelier Tsuyoshi Tane Architects 設立（フランス）
- 2019年 多摩美術大学美術学部環境デザイン学科客員教授、東海大学工学部建築学科客員教授
- 2020年 TOTOギャラリー・間の運営委員会就任

## 主な作品
| 名称                                                               | 年        | 所在地               | 国         | 備考     |
| ------------------------------------------------------------------ | --------- | -------------------- | ---------- | -------- |
| SHIKAKU                                                            | 2004年    | 新潟県新潟市         | 日本       | 舞台美術 |
| エストニア国立博物館                                               | 2006-16年 | タルトゥ             | エストニア |          |
| mina perhonen fashion show                                         | 2006年    | パリ                 | フランス   | 舞台美術 |
| PLAY 2 PLAY-干渉する次元                                           | 2007年    | 新潟県新潟市         | 日本       | 舞台美術 |
| LUCE TEMPO LUOGO                                                   | 2011年    | ミラノ               | イタリア   | 展覧会   |
| サイトウキネン・フェスティバル・松本「バレエ・中国の不思議な役人」 | 2011年    | 長野県松本市         | 日本       | 舞台美術 |
| サイトウキネン・フェスティバル・松本「オペラ・青髭公の城」         | 2011年    | 長野県松本市         | 日本       | 舞台美術 |
| The Bump - Renault motershow                                       | 2012年    | パリ                 | フランス   | 展覧会   |
| 新国立競技場基本構想国際デザイン競技案「古墳スタジアム」           | 2012年    | 東京                 | 日本       | コンペ案 |
| CITIZEN - LIGHT is TIME                                            | 2014年    | ミラノ               | イタリア   | 展覧会   |
| フランス国立美術館グランパレ「北斎展」                             | 2014年    | パリ                 | フランス   | 展覧会   |
| A House for Oiso                                                   | 2015年    | 神奈川県大磯町       | 日本       |          |
| 千總本社ビル改装                                                   | 2015年    | 京都                 | 日本       |          |
| LIGHT in WATER                                                     | 2015年    | パリ                 | パリ       | 展覧会   |
| 1∞ミナカケル―ミナ ペルホネンの今までとこれから                     | 2015年    | 東京・長崎           | 日本       | 展覧会   |
| とらや パリ店                                                      | 2015年    | パリ                 | フランス   |          |
| 21 21 DESIGN SIGHT「建築家 フランク・ゲーリー "I Have an Idea"」   | 2015年    | 東京都               | 日本       | 展覧会   |
| CITIZEN - time is TIME                                             | 2016年    | ミラノ               | イタリア   | 展覧会   |
| ポンピドゥー・センター「マスターピース1906−1977」                  | 2016年    | 東京                 | 日本       | 展覧会   |
| Réinventer Paris 13区マセナ駅跡地計画                              | 2016年    | パリ                 | フランス   |          |
| 京都町家ホテル「四季十楽」                                         | 2017年    | 京都                 | 日本       |          |
| Todoroki House in Valley                                           | 2018年    | 東京都世田谷区       | 日本       |          |
| 未来の記憶｜Archaeology of the Future                              | 2018年    | 東京                 | 日本       | 展覧会   |
| FUROSHIKI PARIS - パリ東京文化タンデム2018                         | 2018年    | パリ                 | フランス   | 展覧会   |
| CITIZEN - Time Theatre                                             | 2018年    | バーゼル             | スイス     |          |
| ミナ ペルホネン/皆川明 つづく                                      | 2019年    | 東京                 | 日本       | 展覧会   |
| バルテュス・チャペル                                               | 2019年    | ロジニエール         | スイス     |          |
| GYRE.FOOD                                                          | 2019年    | 東京                 | 日本       |          |
| Restaurant Maison                                                  | 2019年    | パリ                 | フランス   |          |
| 弘前れんが倉庫美術館                                               | 2020年    | 青森県弘前市         | 日本       |          |
| NEWoMan 横浜                                                       | 2020年    | 神奈川県横浜市       | 日本       |          |
| 千總本店                                                           | 2020年    | 京都                 | 日本       |          |
| 北斎づくし                                                         | 2021年    | 東京                 | 日本       | 展覧会   |
| Restaurant KEI                                                     | 2021年    | パリ                 | フランス   |          |
| FLORAE                                                             | 2021年    | パリ                 | フランス   | 展覧会   |
| アル・サーニ・コレクション財団美術館                               | 2021年    | パリ                 | フランス   |          |
| DESIGN MUSEUM JAPAN - 集めてつなごう日本のデザイン                 | 2021年    | 東京                 | 日本       | 展覧会   |
| Sound of Marble                                                    | 2022年    | ベローナ             | イタリア   |          |
| Eternel Mucha - グランパレ・イマ―シブ                              | 2022年    | パリ                 | フランス   | 展覧会   |
| ヴィトラ － タネ・ガーデン・ハウス                                 | 2023年    | ヴィルヘルム・ライン | ドイツ     |          |

## 受賞歴
- 2007年 フランス文化庁新進建築家賞07-08（フランス）
- 2008年 ミラノ建築家協会賞（イタリア）
- 2010年 イアコフ・チェルニコフ賞・ノミネート（ロシア）、10 for 2010 Visionary Architects 次世代賞（ドイツ）
- 2013年 Red dot Award Winner賞（ドイツ）
- 2014年 IF DESIGN AWARD（ドイツ）
- 2014年 ミラノ・デザイン・アワード 2部門受賞・Best Entertaining + Best Sound（イタリア）
- 2016年 フランス国外建築賞グランプリ2016（Grand Prix AFEX）、フランス建築アカデミー新人賞、CCI Paris Shop & Design賞（フランス）、Change Maker 2016（日本）
- 2017年 第67回芸術選奨文部科学大臣新人賞（日本）、ミース・ファンデル・ローエ賞ノミネート（EU）、エストニア文化賞グランプリ、エストニア建築家協会年間大賞、エストニア・ベスト・パブリック・ビルディング賞、ベスト・コンクリート・ビルディング賞（エストニア）、アーキマラソン・アート&文化部門最優秀賞（イタリア）
- 2018年 アーキテクト・オブ・ザ・イヤー2019 （日本）、ヨーロッパ・ミュージアム・フォーラム・アワード2018（EU）、欧州ミュージアム・アカデミー・最終選考（EU）
- 2020年 GOODデザイン賞、PENクリエーター・アワード2020（日本）
- 2021年 フランス国外建築賞グランプリ2021（Grand Prix AFEX) （フランス）
- 2022年 第67回毎日デザイン賞2021（日本）
- 2023年 フランス芸術文化勲章シュバリエ（フランス）

## 著書
- 「田根 剛｜Archaeology of the Future」TOTO出版、2018年、ISBN 978-4-88706-376-1
- 「アーキオロジーからアーキテクチャーへ」著者＝田根 剛, 瀧口範子、TOTO出版、2018年、ISBN 978-4-88706-375-4
- 「やわらかい建築の発想 ─未来の建築家になるための39の答え」共著、フィルムアート社、2013年、ISBN 4845912023
- 「海外で建築を仕事にする: 世界はチャンスで満たされている」共著、学芸出版社、2013年、ISBN 476152555X
- 「じぶんの学びの見つけ方」共著、フィルムアート社、2014年、ISBN 4845914344

## TV
- 毎日放送『情熱大陸』　“場所の記憶”を掘り起こす建築家。世界を舞台に巨大プロジェクトを手がける36歳に密着！2016年03月27日放送
- NHK『SWITCHインタビュー 達人達 』杉本博司＆田根剛がNHKで対談、「時間」や「記憶」を語る 。 2016年9月24日放送
- NHK『デザインミュージアムをデザインする』　田根剛「縄文のムラのデザイン」放送日：2021年3月7日
- NHK『日曜日術館ー倉俣史朗 デザインの魔法』　放送日：2023年12月10日